# Grotta dei Cervi (Otranto)
La Grotta dei Cervi è una grotta naturale costiera, situata lungo il litorale salentino in località Porto Badisco nel Comune di Otranto (Lecce).
È stata scoperta il 1º febbraio del 1970 da cinque membri del "Gruppo Speleologico Salentino Pasquale de Lorentiis" di  Maglie (Isidoro Mattioli, Severino Albertini, Remo Mazzotta, Enzo Evangelisti e Daniele Rizzo, a cui si sono aggiunti anche Nunzio Pacella e Giuseppe Salamina) ed è il complesso pittorico neolitico più imponente d'Europa. In un primo momento le si diede il nome di “Antro di Enea”, per via della leggenda secondo la quale Enea sbarcò in Italia proprio a Porto Badisco. Il nome attuale deriva dalle successive scoperte dei pittogrammi.
La grotta non è accessibile al pubblico.
Si suddivide in tre ampi corridoi percorsi da pitture scoperte al loro interno:
- Il primo corridoio è lungo circa 200 metri, ed a un certo punto si sdoppia in due rami uno in direzione nord alla fine del quale furono ritrovati due scheletri, e l'altro in direzione sud-est;
- Il secondo corridoio è ricco di pitture, e anch'esso è lungo 200 metri e vi si accede da un cunicolo passante dal I corridoio. Questo corridoio verso la fine si allarga dando accesso a due sale successive. Verso la metà il percorso si interrompe e vi è la presenza di un laghetto naturale formatosi dalle acque di stillicidio, e successivamente vi è la presenza di un deposito di guano adoperato dall'uomo neolitico per dipingere;
- Il terzo corridoio è lungo anch'esso 200 metri e al suo interno vi si accede dal II corridoio attraverso un'apertura molto bassa.

Per accedere all'interno del complesso sono presenti due ingressi:
- Uno occidentale, che si immette solo nel primo corridoio;
- Uno orientale, che dà accesso a tutti e tre i corridoi.

Vi è inoltre la presenza di un cunicolo che dà accesso ai corridoi, ed è stato prontamente scavato e rinforzato lungo le pareti da muretti a secco, da parte dell'uomo neolitico.

## I pittogrammi
I pittogrammi, in guano di pipistrello e ocra rossa, raffigurano forme geometriche, umane e animali, che risalgono all'epoca neolitica, tra il 4.000 ed il 3.000 a.C.
Le figure rappresentano cacciatori, animali (cani, cavalli, cervi), oggetti, simboli magici, geometrie astratte e molte scene di caccia ai cervi (da cui il nome della grotta). Uno dei pittogrammi più famosi del mondo è il cosiddetto Dio che balla, che raffigura uno sciamano danzante .